# Gungarlin River
Der Gungarlin River ist ein Fluss im australischen Bundesstaat New South Wales.

## Verlauf
Er entspringt im Kosciuszko-Nationalpark und fließt nach Süden in den Snowy River. Im Sommer ist er als gutes Forellenwasser und wegen der Rad- und Wanderwege an seinen Ufern beliebt.
Das Snowy-Mountains-System zweigt vom Unterlauf des Gungarlin River am Gungarlin-Wehr Wasser ab und leitet es zur Island Bend Pondage. Im Snowy Water Inquiry Outcomes Implementation Deed ist erwähnt, dass am Wehr nicht mehr so viel Wasser abgezweigt werden soll, um die Wassermenge im Snowy River wieder zu erhöhen. Der Flusslauf unterhalb des Wehrs hat führt zur Zeit gar keine Basiswassermenge.
Am Gungarlin River entlang oder in seiner Nähe gibt es viele Berghütten, zum Beispiel die Daveys Hut, die Botherum Plain Hut, die Buhlmans Hut, die Mrs. Caseys Hut und die Kellys Hut.